# Typhlodromus hadii
Typhlodromus hadii är en spindeldjursart som beskrevs av Mohammad Nazeer Chaudhri 1965. Typhlodromus hadii ingår i släktet Typhlodromus och familjen Phytoseiidae. Inga underarter finns listade i Catalogue of Life.